# Phytoliriomyza variana
Phytoliriomyza variana är en tvåvingeart som beskrevs av Spencer 1977. Phytoliriomyza variana ingår i släktet Phytoliriomyza och familjen minerarflugor. Inga underarter finns listade i Catalogue of Life.